# Heliophila eximia
Heliophila eximia är en korsblommig växtart som beskrevs av Wessel Marais. Heliophila eximia ingår i släktet solvänner, och familjen korsblommiga växter. Inga underarter finns listade i Catalogue of Life.